# Стуршен (на річці Індальсельвен)
Стуршен (швед. Storsjön) — озеро у Швеції. Площа 456 км², глибина 75 м. П'яте за величиною озеро в країні. Розташоване у льодовиково-тектоничній котловині на висоті 292 м над рівнем моря. Береги вкриті лісами, на озері багато островів. Вкривається кригою з листопада по травень. Через озеро протікає річка Індальсельвен. На озері судноплавство, рибальство. На східному березі розташоване місто Естерсунд.